# Anne-Marie Johnson
Anne-Marie Johnson (Los Angeles, 18 luglio 1960) è un'attrice statunitense.

## Filmografia

### Cinema
- Hollywood Shuffle, regia di Robert Townsend (1987)
- Scappa, scappa... poi ti prendo! (I'm Gonna Git You Sucka), regia di Keenen Ivory Wayans (1988)
- Robot Jox, regia di Stuart Gordon (1990)
- The Five Heartbeats, regia di Robert Townsend (1991)
- Cambio d'identità (True Identity), regia di Charles Lane (1991)
- Strictly Business, regia di Kevin Hooks (1991)
- Why Colors?, regia di Bobby Mardis - cortometraggio (1992)
- Down in the Delta, regia di Maya Angelou (1998)
- Life/Drawing, regia di Dan Bootzin (2000)
- Pursuit of Happiness, regia di John Putch (2001)
- Suicide Dolls, regia di Keith Shaw (2010)
- About Fifty, regia di Thomas Johnston (2011)
- Freeloaders, regia di Dan Rosen (2012)
- Knock 'em Dead, regia di David DeCoteau (2014)
- Gravidanze pericolose (Double Daddy), regia di Lee Friedlander (2015)
- Sister Code, regia di Corey Grant (2015)
- Adopt a Highway, regia di Logan Marshall-Green (2019)

### Televisione
- Division 4 – serie TV, episodio 5x16 (1973)
- Homicide – serie TV, episodi 8x34-11x17 (1971-1974)
- Matlock Police – serie TV, 4 episodi (1972-1976)
- Solo One – serie TV, episodio 1x07 (1976)
- High School U.S.A., regia di Jack Bender – film TV (1984)
- Il mio amico Arnold (Diff'rent Strokes) – serie TV, episodio 7x04 (1984)
- His Mistress, regia di David Lowell Rich – film TV (1984)
- Double Trouble – serie TV, episodi 2x02-2x04-2x12 (1984-1985)
- Hill Street giorno e notte (Hill Street Blues) – serie TV, 4 episodi (1984-1985)
- Hunter – serie TV, episodio 2x23 (1986)
- That's My Mama Now!, regia di Dan T. Bradley – film TV (1986)
- Houston Knights - Due duri da brivido (Houston Knights) – serie TV, episodio 2x12 (1988)
- What's Happening Now! – serie TV, 66 episodi (1985-1988)
- Dream Date, regia di Anson Williams – film TV (1989)
- Singer & Sons – serie TV, episodio 1x03 (1990)
- Lucky/Chances (Lucky Chances) – miniserie TV, episodi 1x01-1x02-1x03 (1990)
- The Larry Sanders Show – serie TV, episodio 1x04 (1992)
- L'ispettore Tibbs (In the Heat of the Night) – serie TV, 118 episodi (1988-1993)
- In Living Color – serie TV, 24 episodi (1988-1993)
- Living Single – serie TV, episodio 1x27 (1994)
- Babylon 5 – serie TV, episodio 2x05 (1994)
- Sirens – serie TV, episodio 2x21 (1995)
- La signora in giallo (Murder, She Wrote) – serie TV, episodio 12x14 (1995)
- Melrose Place – serie TV, 14 episodi (1995-1996)
- E.R. - Medici in prima linea (ER) – serie TV, episodio 3x09 (1996)
- Asteroid, regia di Bradford May – film TV (1997)
- Un genio in famiglia (Smart Guy) – serie TV, episodio 1x01 (1997)
- Innamorati pazzi (Mad About You) – serie TV, episodio 6x04 (1997)
- Damon – serie TV, episodio 1x11 (1998)
- Da un giorno all'altro (Any Day Now) – serie TV, episodio 1x05 (1998)
- Jarod il camaleonte (The Pretender) – serie TV, episodio 3x03 (1998)
- Chicago Hope – serie TV, episodio 5x19 (1999)
- It's Like, You Know... – serie TV, episodio 1x06 (1999)
- Ally McBeal – serie TV, episodio 2x22 (1999)
- Hope Island – serie TV, episodio 1x07 (1999)
- In tribunale con Lynn (Family Law) – serie TV, episodio 1x16 (2000)
- Chicken Soup for the Soul – serie TV (2000)
- Tris di cuori (For Your Love) – serie TV, episodio 3x21 (2000)
- X-Files (The X Files) – serie TV, episodio 8x06 (2000)
- Squadra Med - Il coraggio delle donne (Strong Medicine) – serie TV, episodio 2x03 (2001)
- Strepitose Parkers (The Parkers) – serie TV, episodio 3x04 (2001)
- JAG - Avvocati in divisa (JAG) – serie TV, 18 episodi (1997-2002)
- Dharma & Greg – serie TV, episodio 5x23 (2002)
- Through the Fire, regia di Michael Dorn – film TV (2002)
- Le cose che amo di te (What I Like About You) – serie TV, episodio 1x19 (2003)
- The District – serie TV, episodi 1x14-3x19 (2001-2003)
- The Division – serie TV, episodio 3x17 (2003)
- The System – serie TV, 9 episodi (2003)
- Rock Me, Baby – serie TV, episodio 1x17 (2004)
- Girlfriends – serie TV, 7 episodi (2003-2004)
- Raven (That's So Raven) – serie TV, 7 episodi (2006)
- CSI - Scena del crimine (CSI: Crime Scene Investigation) – serie TV, episodio 7x11 (2007)
- Bones – serie TV, episodio 3x03 (2007)
- NCIS - Unità anticrimine (NCIS) – serie TV, episodi 5x07-20x20 (2007-2023)
- Boston Legal – serie TV, episodio 5x11 (2008)
- La vita segreta di una teenager americana (The Secret Life of the American Teenager) – serie TV, episodio 1x20 (2009)
- Uncorked, regia di David S. Cass Sr. – film TV (2009)
- I'm in the Band – serie TV, episodio 1x03 (2010)
- House of Payne – serie TV, 5 episodi (2007-2010)
- Fairly Legal – serie TV, episodio 1x05 (2011)
- Leverage - Consulenze illegali (Leverage) – serie TV, episodio 4x07 (2011)
- Murder in the First – serie TV, episodio 1x01 (2014)
- Chasing Life – serie TV, episodio 1x03 (2014)
- See Dad Run – serie TV, episodio 3x10 (2014)
- Pretty Little Liars – serie TV, episodio 5x21 (2015)
- Childrens Hospital – serie TV, episodi 7x13-7x14 (2016)
- Grey's Anatomy – serie TV, episodio 12x22 (2016)
- Castle – serie TV, episodio 8x21 (2016)
- Major Crimes – serie TV, episodio 5x01 (2016)
- Il tempo della nostra vita (Days of Our Lives) – soap opera, 4 puntate (2012-2016)
- NCIS: Los Angeles – serie TV, episodi 8x03-8x05 (2016)
- Wet Hot American Summer: Ten Years Later – serie TV, episodi 1x02-1x03-1x08 (2017)
- Wisdom of the Crowd - Nella rete del crimine (Wisdom of the Crowd) – serie TV, episodio 1x10 (2017)
- Imposters – serie TV, episodi 2x02-2x03-2x04 (2018)
- For the People – serie TV, episodi 1x02-1x05-1x10 (2018)
- Reverie – serie TV, episodio 1x05 (2018)
- I Was A Teenage Pillow Queen, regia di Bridget Moloney – film TV (2018)
- The InBetween – serie TV, 10 episodi (2019)
- Dear Santa, I Need a Date, regia di Terri J. Vaughn – film TV (2019)
- Cherish the Day – serie TV, episodi 1x03-1x05-1x07 (2020)
- Le regole del delitto perfetto (How to Get Away with Murder) – serie TV, episodi 6x10-6x12 (2020)

## Doppiatrici italiane
Nelle versioni in italiano delle opere in cui ha recitato, Anne-Marie Johnson è stata doppiata da:
- Alessandra Korompay ne L'ispettore Tibbs, Wet Hot American Summer: Ten Years Later
- Valeria Perilli in NCIS - Unità anticrimine, Castle, Grey's Anatomy
- Beatrice Margiotti ne La signora in giallo
- Antonella Alessandro in CSI - Scena del crimine
- Antonella Baldini in The District (ep. 3x19)
- Liliana Sorrentino in Leverage - Consulenze illegali
- Jolanda Granato in Major Crimes
- Eliana Lupo in Melrose Place
- Michela Alborghetti in NCIS: Los Angeles